# Daniel Szczepan
Daniel Szczepan (ur. 5 czerwca 1995 w Rydułtowach) – polski piłkarz występujący na pozycji środkowego napastnika w polskim klubie Ruch Chorzów.
Wychowanek akademii piłkarskiej "Gosław-WAP" Wodzisław Śląski, początkowo grę w piłkę łączył z pracą zarobkową w KWK Marcel. W swojej karierze grał także w GKS Jastrzębie, Śląsk Wrocław i Górnik Pszów.